# Problema de Apolónio

Uma solução (cor-de-rosa) do problema de Apolónio. As linhas dadas são as três circunferências pretas

O problema de Apolónio é um problema de geometria proposto e resolvido por Apolónio de Pérgamo.

## Enunciado do problema
O problema enuncia-se do seguinte modo: dados três objectos do plano, cada um dos quais é um ponto, uma recta ou uma circunferência, construir todas as rectas e todas as circunferências tangentes aos três simultaneamente.
Algumas observações:
1. Dizer que uma recta ou uma circunferência é tangente a um ponto quer somente dizer que passa por ele.
2. Convenciona-se que cada recta e cada circunferência é tangente a si própria.

## História
Segundo Papo de Alexandria, o problema foi proposto e resolvido por Apolónio de Pérgamo numa obra em dois volumes, hoje perdida, chamada Sobre tangências. Não se sabe qual o método empregue por Apolónio na sua resolução do problema. Foi novamente resolvido no fim do século XVI por Adriaan van Roomen, usando intersecção de cónicas, e, muito pouco tempo depois, por François Viète, que o resolveu utilizando apenas régua e compasso. Nos Principia (Livro I, secção IV, lema 16), Newton simplificou a solução de van Roomen.
Outras soluções utilizando apenas régua e compasso apareceram depois da de Viète.

## Número de soluções
O problema de Apolónio pode ter uma infinidade de soluções. Isto acontece nos seguintes casos e somente nesses:
- quando dois dos objectos dados são linhas tangentes num ponto T e o terceiro é precisamente o ponto T;
- quando os três objectos dados são linhas e são tangentes duas a duas, sendo o ponto de tangência o mesmo em todos os casos.

Nos restantes casos, o problema de Apolónio pode ter de 0 a 8 soluções, mas nunca tem exactamente 7 soluções.